# Roman Budzyński
Romuald Juliusz Maria Budzyński, używający imienia Roman (ur. 23 września 1933 w Poznaniu, zm. 17 stycznia 1999 tamże lub w 1994) – polski lekkoatleta sprinter, olimpijczyk.

## Kariera sportowa
Startował na igrzyskach olimpijskich w 1952 w Helsinkach, gdzie odpadł w ćwierćfinale biegu na 200 metrów.
Zdobył brązowy medal mistrzostw Polski w sztafecie 4 × 100 metrów w 1956. Indywidualnie najlepszym wynikiem Budzyńskiego w mistrzostwach Polski było 4. miejsce w biegu na 200 metrów w 1952.
Rekordy życiowe:
| Konkurencja        | Data i miejsce         | Wynik |
| ------------------ | ---------------------- | ----- |
| bieg na 100 metrów | 17 maja 1952, Kraków   | 10,9  |
| bieg na 200 metrów | 15 czerwca 1952, Wałcz | 22,2  |

Był zawodnikiem Ogniwa Poznań (1950-1952), OWKS Bydgoszcz (1953), Legii Warszawa (1954), CWKS Bydgoszcz (1955) i Warty Poznań (1958).
Został pochowany na Cmentarzu Junikowo w Poznaniu.